# SKU Amstetten
SKU Amstetten é um clube de futebol austríaco com sede em Amstetten. Atualmente, disputa a Segunda divisão Austríaca.